# Dassu
Dassu är en ort i den pakistanska provinsen Khyber Pakhtunkhwa. Den är huvudort för distriktet Kohistan, och folkmängden uppgick till ett par tusen invånare vid folkräkningen 2017.